# Cascatas de Ouzoud
As cascatas de Ouzoud (pronúncia: uzude; em francês: Cascades d'Ouzoud; em árabe: شلالات أوزود) são quedas de água com cerca de 110 m de altura, situadas na parte central de Marrocos, na região montanhosa de transição do Médio Atlas para o Alto Atlas. Situam-se poucos quilómetros a sudoeste dos limites do Parque Nacional do Alto Atlas Ocidental, 120 km a sudoeste de Beni Mellal e 150 km a nodeste de Marraquexe, perto das aldeias de Ouzoud e de Tanaghmeilt, na província de Azilal. A cidade mais próxima é Aït Attab.
O local é a maior atração turística da região e as cascatas são as mais altas e frequentemente são referidas como as mais espetaculares de Marrocos. Ao contrário do que é usual, as cascatas, constituídas por uma série de quedas de água, são mais largas em cima do que em baixo. O vale abaixo das cascatas, onde existe uma espécie de piscina natural, é luxuriante e o seu encanto é amplificado pelo facto de estar escondido, só sendo visível no fim do caminho rodeado de oliveiras que lhe dá acesso. São as oliveiras que dão o nome às cascatas, pois "ouzoud" significa "azeitona" em língua berbere.
As cascatas não são completamente naturais, pois no topo, a água do wadi el-Abid ("rio dos escravos" em árabe) é concentrada por uma série de canais usados para alimentar uma dezena de antigos moinhos, alguns dos quais ainda usados. Nas cascatas vive um grupo de macaco-de-gibraltar, uma espécie ameaçada que apenas se encontra em alguns lugares do Atlas e no rochedo de Gibraltar.
Outras atrações turísticas nas proximidades pela beleza da paisagem são a garganta do el-Abid e a chamada "aldeia mexicana". A garganta tem cerca de 600 metros de profundidade, e por vezes não se distingue a parte inferior desde a estrada  que serpenteia ao longo do cimo do vale, e que é um dos acessos às cascatas. A montante das gargantas, o el-Abid alimenta a grande barragem de Bin el Ouidane, situada do outro lado do parque nacional. A "aldeia mexicana", que alguns preferem chamar, mais acertadamente, de "aldeia berbere", acessível por caminhos com trechos semi-subterrâneos. O vale do Abid é também popular para caminhadas.